# Euaphonus atrifrons
Euaphonus atrifrons är en insektsart som beskrevs av Lucien Chopard 1931. Euaphonus atrifrons ingår i släktet Euaphonus och familjen syrsor. Inga underarter finns listade i Catalogue of Life.